# Nożyczki

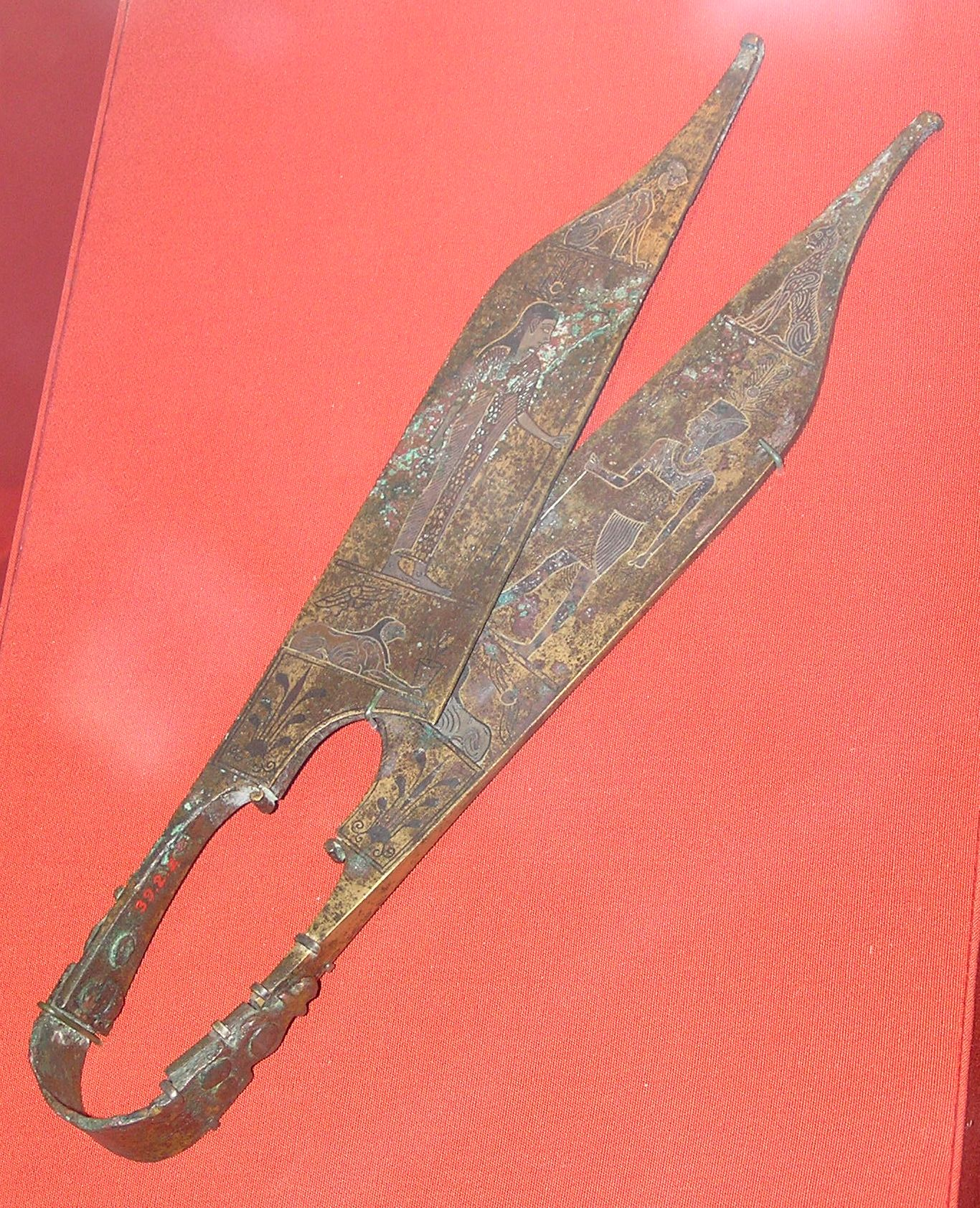
Nożyczki z II wieku pochodzące z terenów Anatolii

Nożyczki, nożyce – narzędzie służące do ręcznego przecinania i rozcinania różnych materiałów przy użyciu małej siły.
Nożyczki zostały wynalezione prawdopodobnie około XV w. p.n.e. w Egipcie, ale współczesną konstrukcję wprowadzili Rzymianie ok. 100 p. n.e.

## Konstrukcja
Nożyczki można podzielić przede wszystkim ze względu na rodzaj rozcinanego materiału – papieru (nożyczki biurowe), tekstyliów (nożyczki krawieckie), włosów (np. nożyczki fryzjerskie, nożyczki groomerskie albo nożyce do strzyżenia owiec), tkanek (np. nożyczki do manicure, nożyczki chirurgiczne albo nożyce do krojenia drobiu), blachy, a także do obcinania gałęzi krzewów (nożyce ogrodowe – sekator) itp. Budowa współczesnych nożyczek sprowadza się do dwóch ostrzy połączonych ze sobą na wspólnej osi z uchwytami na palce po przeciwnej stronie; ostrza mogą mijać się wzajemnie, stykając się przy tym ze sobą płaskimi powierzchniami. W nożyczkach fryzjerskich istnieje charakterystyczny rodzaj nożyczek zwany nożyczkami degażowymi. Ich cechą wyróżniającą jest to, iż jedno z ostrzy przypomina zaostrzony grzebień. Ten rodzaj nożyczek służy do cieniowania, przerzedzanie i zmniejszenia objętości włosów.
W zależności od zastosowania, nożyczki mogą dodatkowo posiadać sprężynki ułatwiające ich rozwieranie i blokadę umożliwiającą przechowywanie ich w pozycji zamkniętej.
Konstrukcja nożyczek nie musi być symetryczna i choć zasadniczo nie ma większego znaczenia, czy nożyczki trzymane są prawą czy lewą ręką, to dla niektórych dokładniejszych prac niektóre modele wygodniej jest używać tak, jak przewidział konstruktor; dlatego spotyka się odmiany nożyczek przeznaczone do operowania ręką prawą i – rzadziej spotykane – lewą.

## Współczesne nożyczki

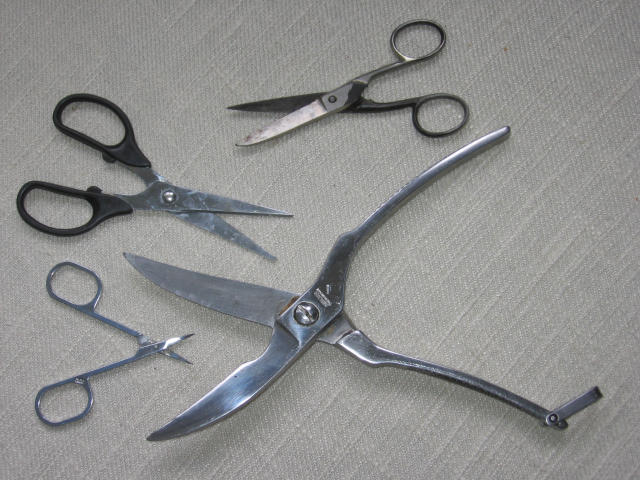
Nożyczki różnych rozmiarów: najmniejsze – do manicure, największe – do cięcia drobiu
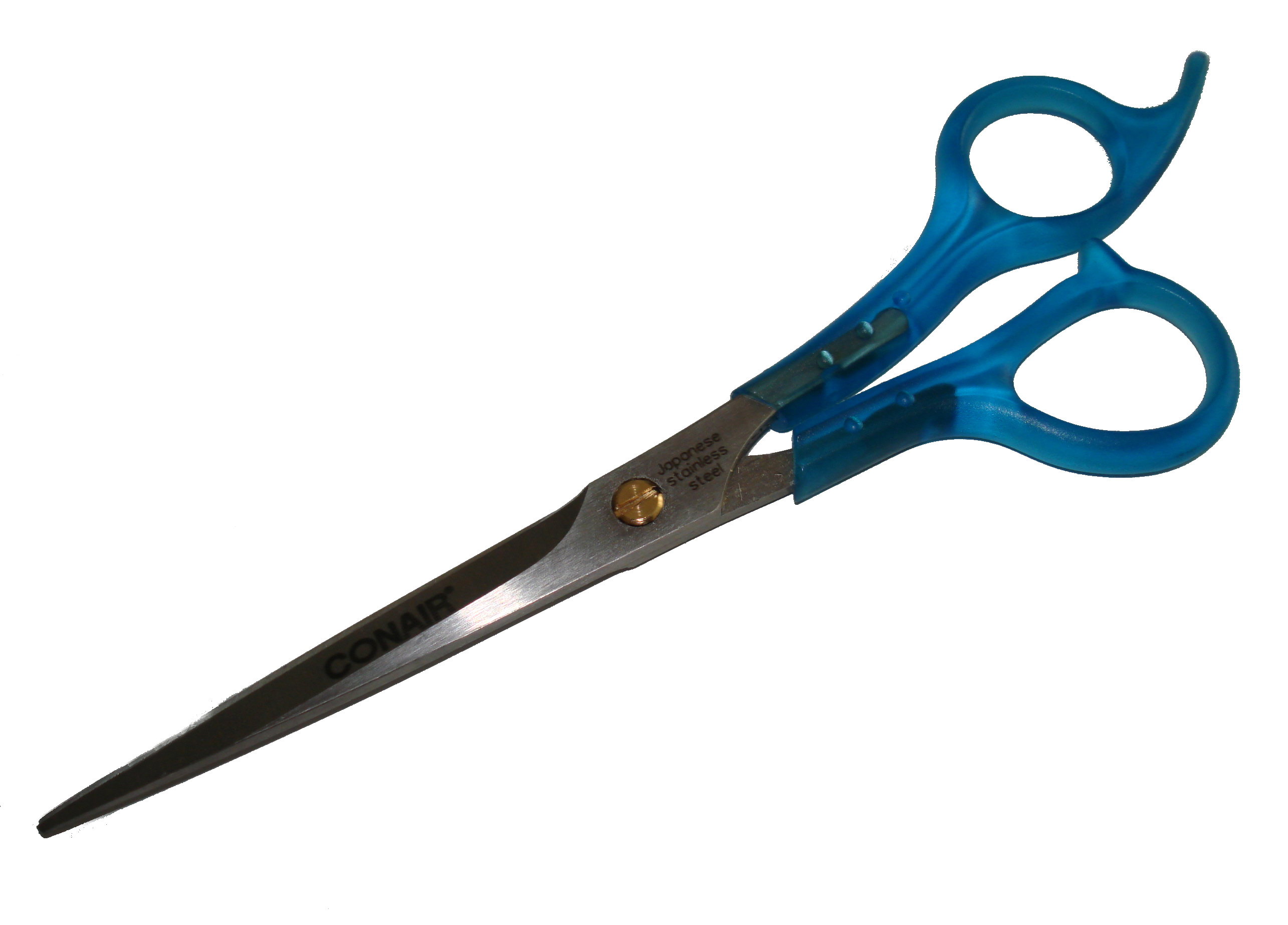
- fryzjerskie
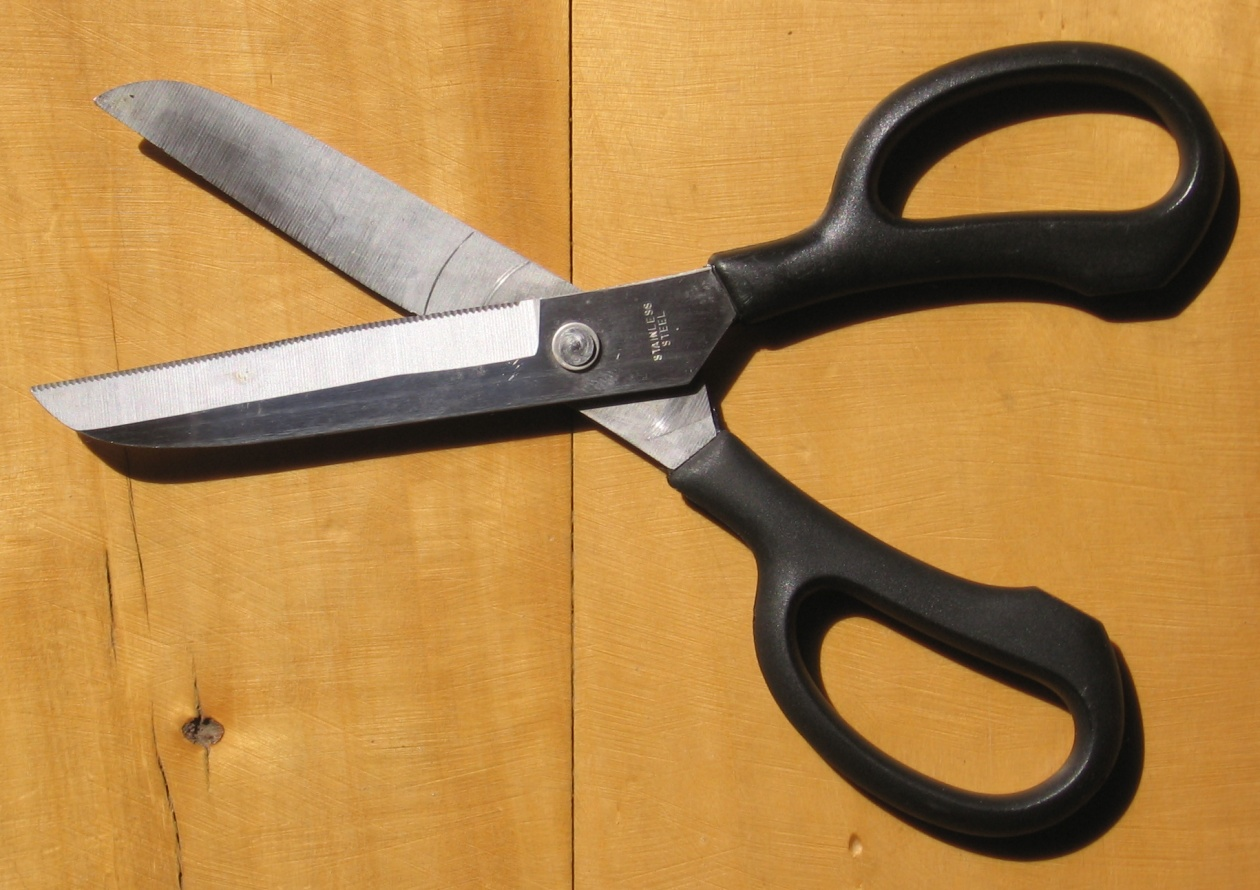
- stajenne do strzyżenia grzyw końskich
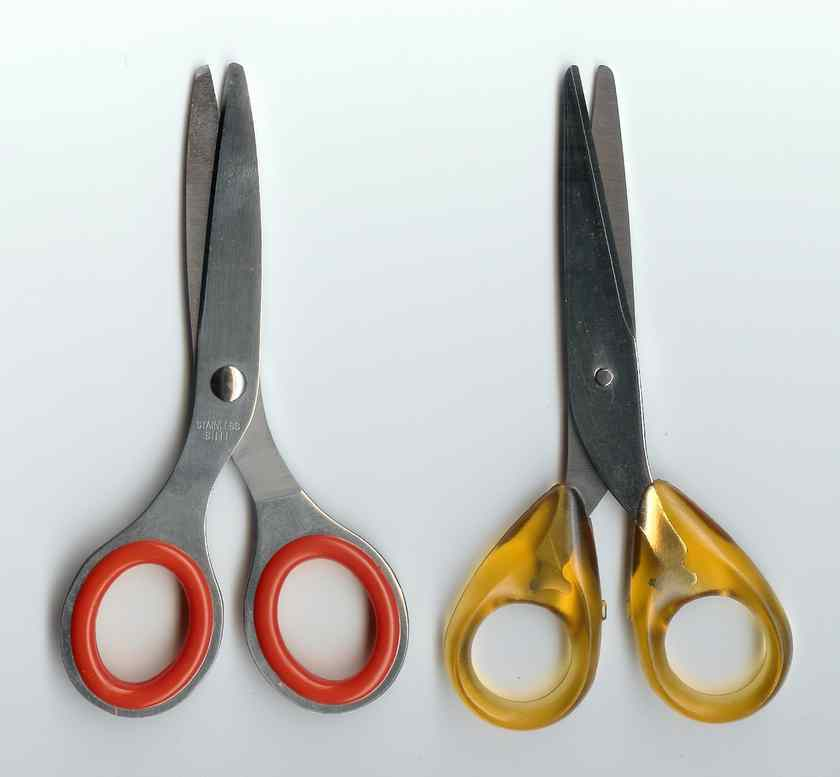
- dla leworęcznych (z lewej) i praworęcznych (z prawej)
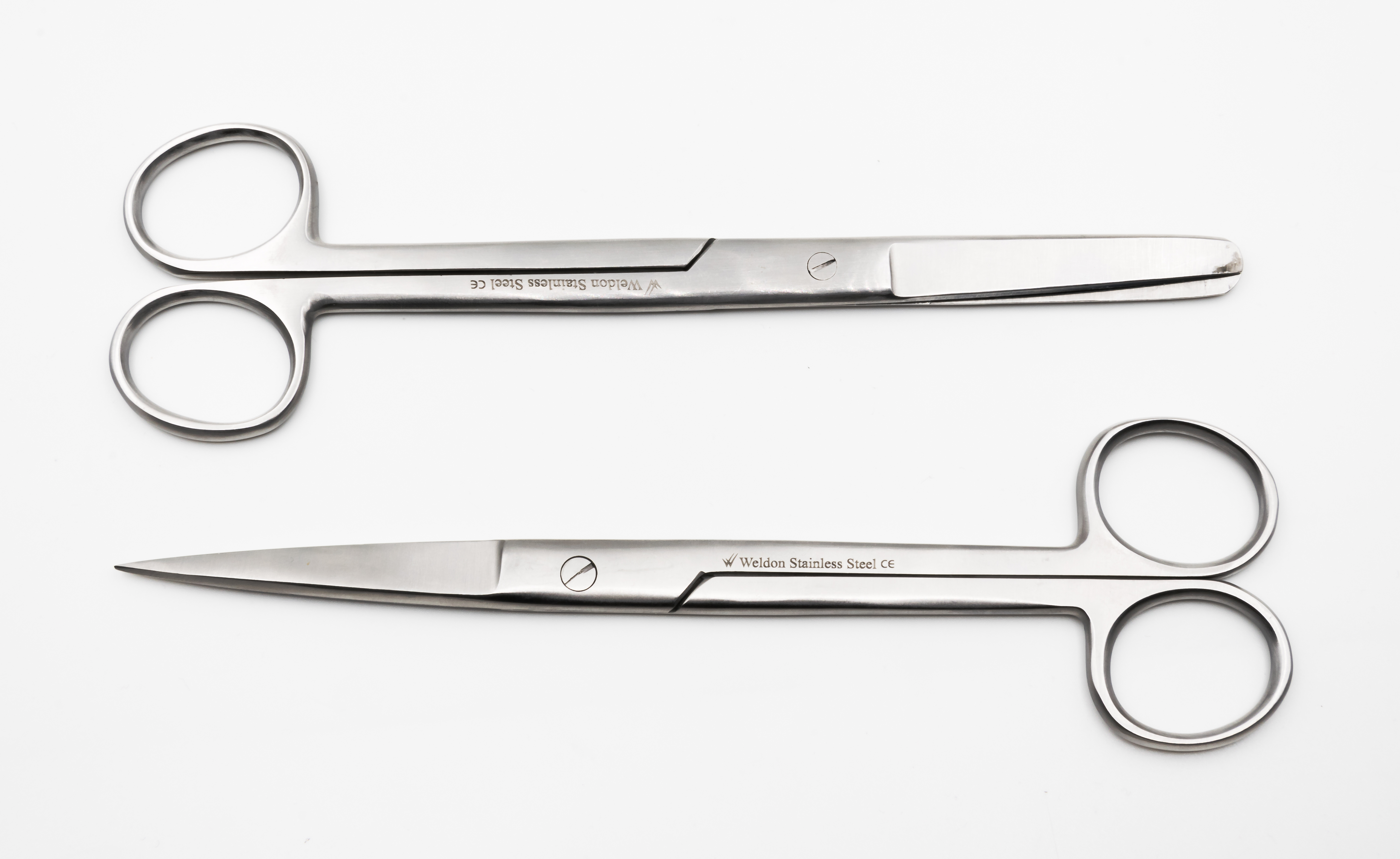
Nożyczki chirurgiczne
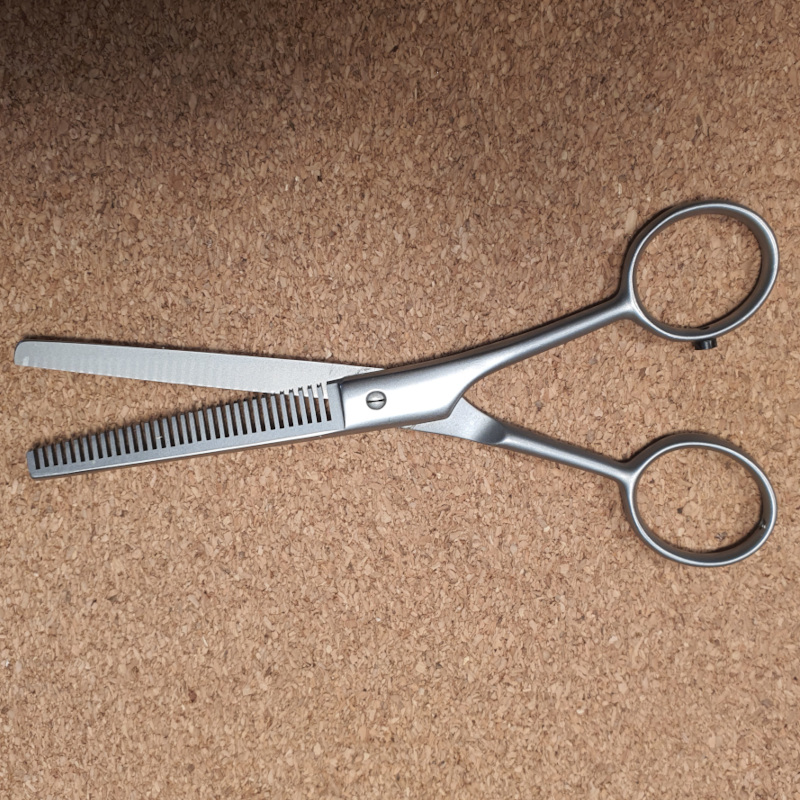
Nożyczki degażowe - powszechnie używane przez fryzjerów i groomerów.